# Z 4500
Les Z 4500 sont des automotrices électriques 1 500 V de la SNCF résultant de la transformation d'une partie des automotrices 12 kV monophasé de la Compagnie du Midi.
Affectées à la desserte omnibus de lignes du sud-ouest et de leurs embranchements pyrénéens, elles s'effacent peu à peu, jusqu'à la fin des années 1950, au profit de série plus performantes et de rames tractées.

## Conception et caractéristiques techniques

### Un réseau converti au1500 V
Le 29 août 1920, le gouvernement impose à toutes les compagnies françaises de chemins de fer d'alimenter leurs lignes électrifiées en courant continu à la tension de 1500 V. La Compagnie du Midi obtempère en convertissant ses lignes, à l'exception de la ligne Perpignan - Villefranche-de-Conflent.
Les trente automotrices E ABD monophasées datant de 1912-1914 et devenues surnuméraires pour l'exploitation de la seule ligne restée alimentée en courant alternatif sont partagées en deux groupes : 
- les E 1,  3 à 14 et E 16 sont conservées en 12 kV 16 ²⁄₃ Hz et deviennent les Z 23031-23044 puis Z 4900 à la SNCF (quatorze unités restantes),
- les E 15 et E 17 à 30 sont converties au 1,5 kV continu et deviennent les Z 23051-23063 puis Z 4500 selon la nouvelle numérotation SNCF (treize unités restantes). Deux automotrices (E 24 et E 25) de cette tranche manquent déjà à cette date. Dès 1919 elles sont modifiées par Sécheron et deviennent les premières automotrices des Chemins de fer fédéraux suisses[3],[4].

### Des Z 4900 modifiées
La modification des automotrices ne porte que sur l'appareillage électrique : quatre nouveaux moteurs CEF sont installés. Le lanterneau de toiture est agrandi pour abriter les résistances du rhéostat. La caisse Dyle et Bacalan et ses aménagements (44 places assises en seconde classe avec accès par des portières latérales) ainsi que les bogies Brill restent ceux d'origine.
Chaque automotrice a une masse à vide en ordre de marche de 56 t et une puissance continue de 460 kW pour une vitesse maximale de 85 km/h. Elles sont couplables entre elles.

## Carrière et services
Affectées au dépôt de Tarbes en 1924-1925, elles sillonnent en régime omnibus les lignes de Pau à Montréjeau, de Lourdes à Pierrefitte-Nestalas, de Tarbes à Bagnères de Bigorre et de Montréjeau à Luchon, remorquant des voitures voyageurs du parc, leur capacité propre n'étant pas suffisante.
C'est en 1950 que les automotrices sont renumérotées et deviennent les Z 4501 et 4503 à 4513 après la disparition de plusieurs unités ; une partie de l'effectif est muté à Poitiers. Leur manque de fiabilité provoque la baisse progressive de leur activité et elles sont peu à peu remplacées par des rames tractées par des BB 4100 ou des BB 4600 ou des automotrices Z 4400. Elles disparaissent totalement du parc sud-ouest en 1960.

## Modélisme
Les Z 4500 sont reproduites à l'échelle HO par l'artisan ApocopA sous forme de transkit (caisse en résine à monter sur un châssis de son choix). Les Éditions Atlas les reproduisent en juillet 2015 dans le cadre de la collection « Automotrices des réseaux français » (modèle statique principalement en plastique).